# Herrenhaus Isterbies

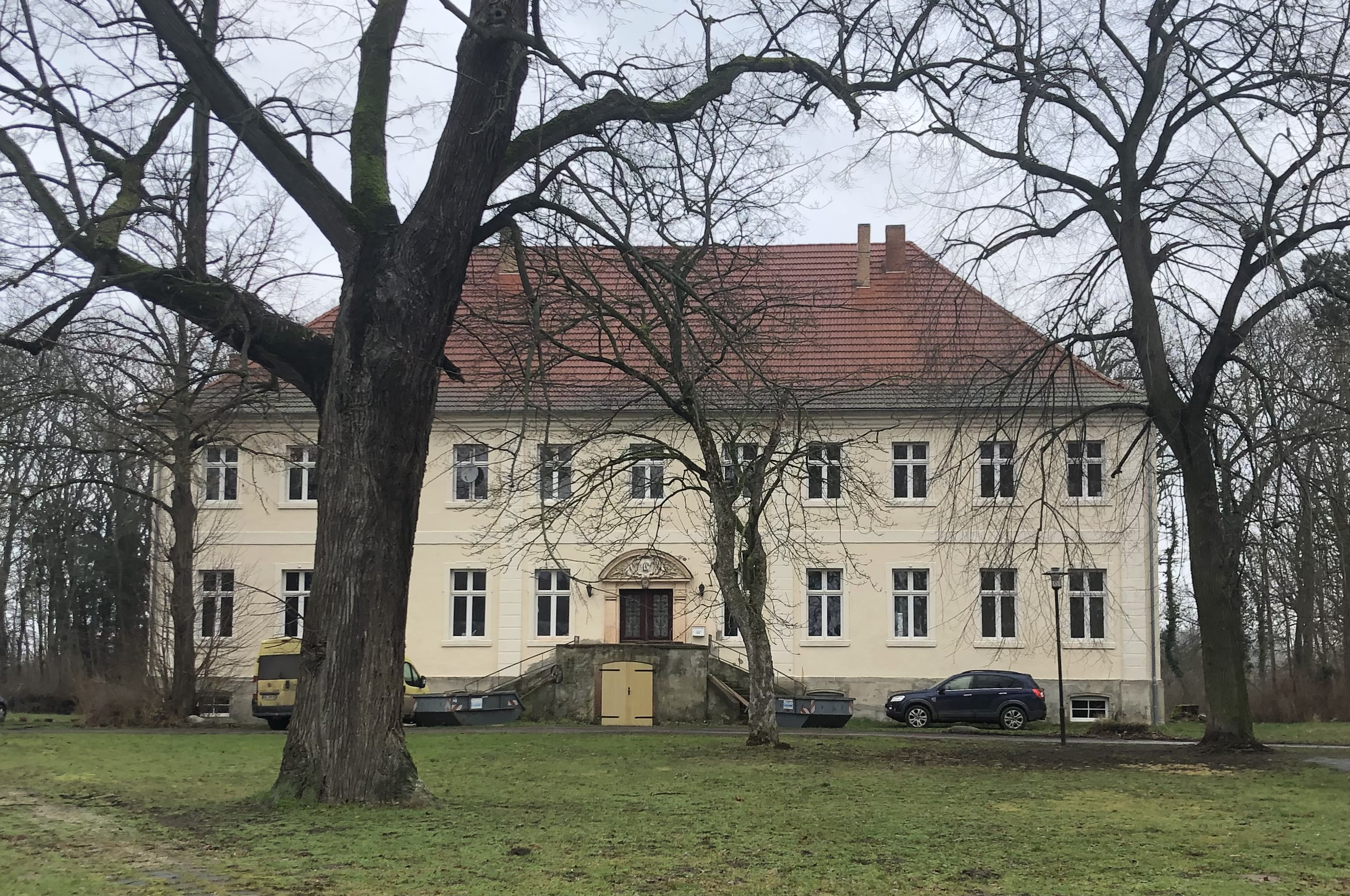
Herrenhaus Isterbies, 2022

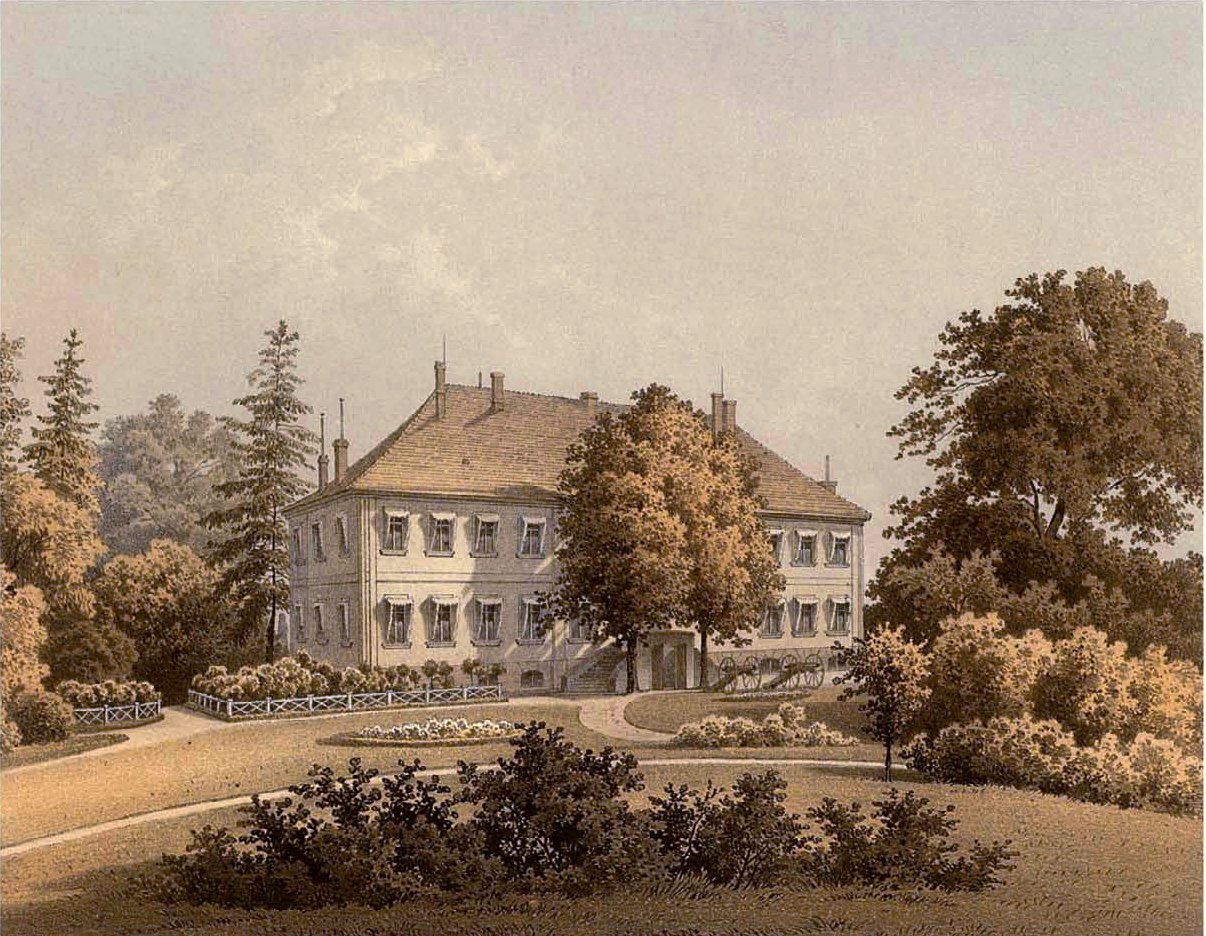
Herrenhaus im 19. Jahrhundert

Das Herrenhaus Isterbies ist ein denkmalgeschütztes Herrenhaus westlich der Patronatskirche Isterbies im zur Gemeinde Möckern gehörenden Dorf Isterbies in der Lindenstraße 12 in Sachsen-Anhalt.

## Architektur und Geschichte
Der zweigeschossige verputzte Bau entstand im 18. Jahrhundert im Stil des Barocks. Die Fassade des auf einem Sockel errichteten Baus ist elfachsig ausgeführt. Das von Pilastern gerahmte Eingangsportal befindet sich in der mittleren Achse und ist über eine geschwungene zweiläufige Freitreppe zu erreichen. Oberhalb des Portals befindet sich ein Segmentgiebel. An den Gebäudeecken finden sich mit einer Quaderung versehene Lisenen. Es besteht ein geputztes umlaufendes Gesims. Bedeckt wird der große Bau von einem stattlichen Walmdach.
Das Gebäude war das Herrenhaus des Gutes Isterbies. Im Jahr 1892 erwarb die Familie Lucanus das Anwesen. Oberhalb des Portals wurde ein Wappen mit den Initialen der neuen Eigentümer angebracht.
Derzeit wird das Gebäude als Wohnhaus genutzt.
Im örtlichen Denkmalverzeichnis ist das Herrenhaus unter der Erfassungsnummer 094 40967 als Baudenkmal verzeichnet. Zeitweise wurde das Denkmal im Denkmalverzeichnis als Rittergut mit den Adressen Lindenstraße 1, 3, 4, 5, 7, 8, 9 und 12 geführt.